# Tom O'Donnell
Tom O'Donnell (n. 30 august 1926, Bulgaden⁠(d), Munster⁠(d), Irlanda – d. 8 octombrie 2020, Ballysheedy West⁠(d), Munster⁠(d), Irlanda) a fost un om politic irlandez, membru al Parlamentului European în perioada 1979-1984 din partea Irlandei.